# Shiba
För andra betydelser, se Shiba (olika betydelser).
Shiba är en hundras från Japan. Den räknas till de asiatiska spetshundarna och är den minsta av de traditionella japanska spetsarna. Ursprungligen var den en jakthund, men är idag främst sällskapshund. Namnet shiba tros stå för något som är litet.

## Historia
Medan de fem övriga traditionella japanska hundraserna har haft ett huvudområde i landet, vilket återspeglas i rasnamn som till exempel hokkaido, har shiban funnits över stora delar av landet. I Naganobergen och omkringliggande områden fanns huvudsakligen tre olika typer som användes till småviltjakt och som fågelhundar: Shinshu-shiban från Shinano, Mino-shiban från Gifu och Sanin-shiban från Tottori och Shimane. Mellan 1868 och 1912 blev det populärt att korsa in engelsk setter och pointer. Mellan 1912 och 1926 blev renrasiga shibor alltmer sällsynta. 1928 bildades en japansk kennelklubb för att bevara de inhemska raserna. Då vidtog ett restaureringsarbete som även inbegrep att homogenisera de lokala varianterna och 1936 skrevs en rasstandard. Samma år fick rasen skydd som "nationellt monument". Under andra världskriget decimerades samtliga japanska raser svårt och ett nytt restaureringsarbete fick inledas efter kriget.

### Historia i Sverige
De första shiborna i Sverige kom hit 1972. Sverige är därmed det europeiska land där det har bott shibor längst tid. I flera år var det bara en kennel i Sverige som födde upp shiba, kennel Manlöten norr om Stockholm. Från 1990-talet och framåt har fler kennlar börjad föda upp shiba. Med flera kennlar och import av shibor från andra länder har den svenska shibastammen ökat i antal.[källa behövs]

## Egenskaper
Shiba är stolt, självständig och vänlig, men kan ibland vara reserverad mot främlingar. Den är alert och nyfiken och har mycket kvar av sitt ursprungsbeteende.

## Utseende
Shiban skall vara något rektangulär, förhållandet mankhöjd/kroppslängd anges till 10:-11 i rasstandarden. Hanhundar skall vara 40 cm +/- 1,5 cm höga, tikar 37 cm +/- 1,5 cm höga. En shiba skall ha tydlig könsprägel, skillnaden i storlek är ett uttryck för detta.
Shiban finns i färgerna röd, sesam och black and tan. I den officiella rasstandarden anges även röd sesam och svart sesam, vilket kan ses som varianter av sesam. Sesam kallas ibland viltfärg, den definieras i rasstandarden som: "jämn blandning av vita och svarta pälshår", men det är ovanligt att en shiba ser ut precis så över hela kroppen. Svart sesam definieras i rasstandarden som: "fler svarta än vita pälshår", röd sesam som: "röd grundfärg med inblandning av svarta pälshår".
Det förekommer även vita/cremefärgade shibor. Detta tros bero på inblandning av andra japanska spetsraser för många generationer sedan. Vit är inte en godkänd färg enligt den internationella hundorganisationen Fédération Cynologique Internationale (FCI), därmed inte heller enligt Svenska Kennelklubben, men godkänns av the Kennel Club i Storbritannien.
Samtliga färgvarianter skall ha ura jiro: vit päls på nospartiets sidor, kinderna, halsens och käkens undersida, bröst och mage, svansens undersida och benens insidor. Gränsen mellan ura jiro och övrig färg bör vara tydlig.
Enligt Fédération Cynologique Internationales (FCI) standard är det önskvärt att shibans svans är hårt kringlad. Detta beror emellertid på en felöversättning från den japanska originaltexten, där det står att det är önskvärt att shibans svans inte är hårt kringlad. I Japan anses de finaste svansarna vara s.k. sabelsvansar, som inte ens ligger över ryggen utan går i en mjuk sväng ovan ryggen och vars tipp pekar mot hundens nacke. Det är möjligt att den internationella rasstandarden kommer att ändras inom en ganska kort framtid, för att återspegla den japanska.

## Hälsa
Dagens shiba är en hälsosam hundras, men det finns fortfarande problem exempelvis med tandförluster som anses bero på den lilla mängd hundar som ligger bakom alla dagens shibor.

## I populärkulturen
Shiban har under 2010-talet och framåt blivit vanligt förekommande i populärkulturen, framför allt genom internetfenomenet "Doge". I Doge-memet poserar en hund av rasen shiba ihop med kommentarer och uttryck skrivna på dålig engelska uttryckandes en inre monolog hos hunden. Memet blev stort 2013, och shiban har varit populär i internetkulturen sedan dess. 2014 hade SL en kampanj i Stockholms tunnelbana med Doge-memet som tema.
2013 introducerades kryptovalutan Dogecoin som ett skämt av mjukvaruutvecklarna Billy Markus och Jackson Palmer, baserat på ovan nämnda meme.